# Koške Poljane
Koške Poljane – wieś w Słowenii, w gminie Šmartno pri Litiji. W 2018 roku liczyła 11 mieszkańców.